# Босерон
Босерон (фр. Berger de Beauce) је пастирски пас пореклом из централног дела Француске. Име је добио по регији Beauce, а пасмина је позната и под називом Berger de Beauce и Bas Rouge. Bas Rouge је надимак којег је ова раса добила због изразите црвене длаке на удовима. Висина босерона износи од 60 до 71 цм, а тежина од 30 до 50 кг.

## Историја
Босеран је релативно непозната пасмина ван граница Француске, иако добија на популарности у САД. Босерон је сродник са бријешким овчаром, а прије Француске револуције обје пасмине су кориштене као чувари стоке. Након Француске револуције, бријешки овчар и босерон узгајани су као пастирски пси. С обзиром да су се француски фармери интересовали само за радне способности расе, тек крајем 19. века направљена је јасна разлика између ове две расе - дугодлаки варијетет је назван бријешки овчар, а краткодлаки је назван босерон.

## Карактеристике пса

### Нарав
Босеран је самоуверен, интелигентан пас снажне воље. Заштитнички је настројен према својој породици и углавном је резервисан према странцима. Лако се дресира, али често показује своју самосталну страну. Без обзира на самоувереност, босерон није агресиван. Нежан је, али неустрашив. Пошто је одан према својој породици, добар је са децом, али боље му погодују старија деца који ће знати како да се опходе према њему. Босерон се може слагати и са мачкама. Потребна му је рана социјализација и дресура како би се извукао максимум из његове интелигенције, способности да брзо учи и енергије.

### Општи изглед
Босерон је крупан, чврсте и складне грађе, издржљив, снажан и мишићав, али не и тром. Уши су високо усађене, полустојеће или висеће. Реп је некупиран и ношен је равно на доле; досеже бар до скочног зглоба, раван је, али се благо савија у облику слова "Ј".
Што се длаке тиче, на глави је длака глатка, кратка, густа и полегла по телу; дужине 3 до 4 цм. Седне кврге и доња страна репа имају дужу длаку која формира ресе. Подлака је кратка, фина, густа и мекана, уз тело. 
Боја длаке: 
- црн са палежом (двобојан), ткзв. "црвено чапараст". Црна боја мора бити чиста, а палеж веверичје црвен. Палеж је распоређен на следећи начин: тачке изнад очију; са обје стране њушке, постепено нестају на образима и никада не сежу до испод ушију; на грудима, најбоље је да постоје две флеке које се спајају у једну; испод врата; испод репа; на ногама, постепено нестају у смеру ка навише, али да ни у ком случају не прекривају 1/3 ноге и сежу нешто више са унутрашње стране.
- Харлекин - сиво, црно и црвено (тробојан). Длака је на истим деловима сива и црна или више црна него сива. Палеж покрива исте делове као код двобојних паса.[5]

## Нега и здравље
Босерон захтева минималну негу. Купање свака 3-4 месеца и редовно четкање. Здравствени проблеми који се јављају код ове расе су дисплазија кука, дилатативна кардиомиопатија, надимање.
Животни век босерона је од 10 до 12 година.